# کاشول
کاشول (انگلیسی: Küschall) شرکت تجهیزات پزشکی سوئیسی است، که در سال ۱۹۷۸ تأسیس شد.